# Subway

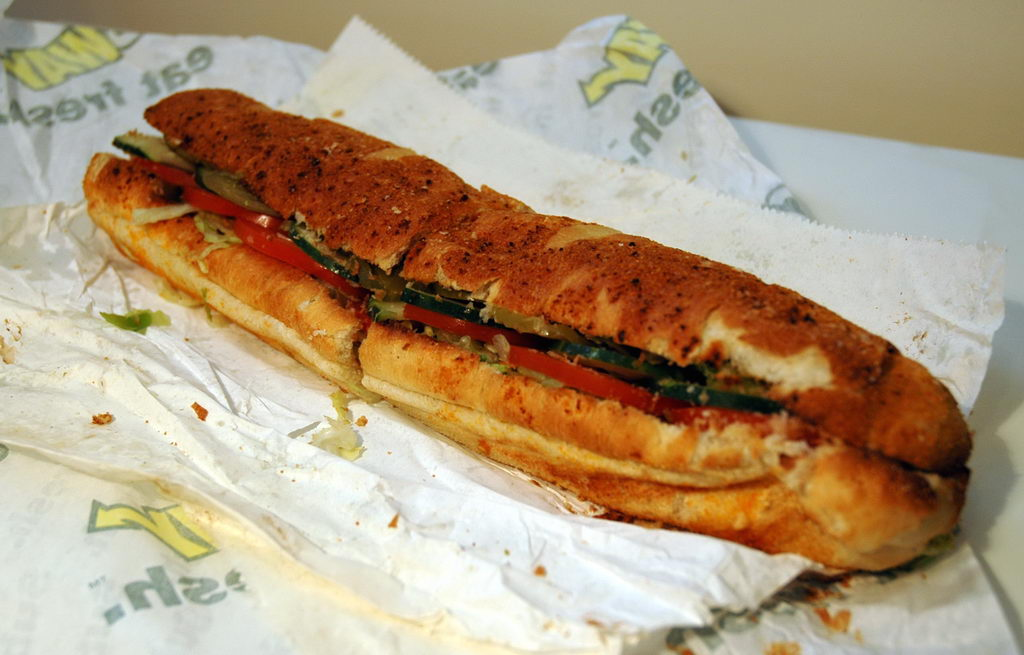
30-сантиметровий сендвіч («футер»)

Subway (укр. Сабвей) — найбільша у світі мережа ресторанів швидкого харчування, що працює за принципом франчайзингу. Основною продаваною продукцією є сендвічі та салати.
Офіційна назва фірми, що надає послуги франчайзингу: Doctor's Associates, Inc. Фірма була заснована в 1965 році Фредом ДеЛюком (англ. Fred DeLuca) і станом на 23 листопада 2013 налічує 40 785 ресторанів у 103 країнах.
Subway позиціонує себе як здорову альтернативу стандартним мережам ресторанів швидкого обслуговування, що відбивається в слогані компанії «Їж свіже!» (англ. Eat fresh!).
У січні 2024 року НАЗК внесло компанію до переліку міжнародних спонсорів війни. Причиною стало те, що компанія продовжила роботу на ринку Росії після російського повномасштабного вторгнення в Україну.